# 平均数
平均数（英語：Mean, Average，或稱平均值）是统计中的一个重要概念。为集中趋势的最常用测度值，目的是确定一组数据的均衡点。

## 概述
在统计中算术平均数常用于表示统计对象的一般水平，它是描述数据集中程度的一个统计量。我们既可以用它来反映一组数据的一般情况，也可以用它进行不同组数据的比较，以看出组与组之间的差别。用平均数表示一组数据的情况，有直观、简明的特点，所以在日常生活中经常用到，如平均的速度、平均的身高、平均的产量、平均的成绩、平均的氣溫等。

## 不適用的狀況
不是所有類型的資料都適合使用平均數。在沒有充分考慮個體和群體分布性質的狀況下，平均數可以因為受到極端值的影響，而能得出毫無意義或無法反映現實分布的結果，例如假設有5個人的月薪分別有2個人是2萬2、還有3人分別為3萬、4萬5千、及20萬，以平均值計算為6萬3千8，但實際上有4個人的薪資低於此數值，而第4個人的薪資也才4萬5千，遠低於6萬3千8，此數目也不是任何一人的薪資，在考慮貧富差距持續擴大的大背景下，如果統計機構只發布有關收入與財富分布之平均數，多數民眾是無感的，因為此平均數嚴重偏離自身狀況與實際狀況，網路上之「男人和女人平均有一顆睪丸」與「對不起，是我拉低了平均薪資！」等調侃語句，也是描述此種平均值嚴重偏離實際情形的狀況因此，也才有由低排到高取中間值的中位數的出現。平均数適合用于数值型数据，不能用于分类数据和顺序数据。

## 平均數列表
- 算术平均数：{\displaystyle n} 个数据相加后除以 {\displaystyle n}。
算术平均数（或简称平均數）是一组样本 {\displaystyle x_{1},x_{2},\ldots ,x_{n}} 的和除以样本的数量。其通常记作 {\displaystyle {\bar {x}}}：
{\displaystyle {\bar {x}}={\frac {x_{1}+x_{2}+\cdots +x_{n}}{n}}}
像例如說{\displaystyle 4,36,45,50,75} 这组数的算术平均数是：
{\displaystyle {\frac {4+36+45+50+75}{5}}={\frac {210}{5}}=42}
- 几何平均数：{\displaystyle n} 個數據相乘後開 {\displaystyle n} 次方。
- 调和平均数：{\displaystyle n} 個數據的倒數取算术平均，再取倒數。
- 平方平均数（也称“方均根”）：{\displaystyle n} 個數據的平方取算數平均，再開根號。
- 移动平均数：在股票交易中广泛运用。数学上，移动平均可视为一种卷积。
- 算术-几何平均数
- 幾何-調和平均數
- 平均論對平均數的一般性理論，足以涵蓋上述的平均數。[4]

相關的公式如下：
{\displaystyle {\begin{aligned}{c}f({\boldsymbol {x}})&=w_{1}x_{1}+w_{2}x_{2}+\ldots +w_{n}x_{n}+b\\&={\boldsymbol {w}}^{T}{\boldsymbol {x}}+b\end{aligned}}}
{\displaystyle {\begin{array}{c}f({\boldsymbol {x}})={\frac {1}{1+e^{-\left({\boldsymbol {w}}^{T}{\boldsymbol {x}}+b\right)}}}={\frac {1}{1+e^{-\left(-0.2479X_{age21\_25}-0.0803X_{age26\_30}+0.0156X_{age31\_35}\right)}}}\end{array}}}